# Anaerob légzés
Az anaerob légzés az a légzésfajta, amelyhez nincs szükség oxigénre.
Az anaerob szó a görög "αναερόβιος" szóból származik (αν=nélkül, αέρας=levegő, βίος=élet) ez azt jelenti, hogy oxigén nélkül is képesek létezni az anaerob lények. Ennek az ellentéte az aerob, amely lényeknek mindenképpen szükségük van oxigénre ahhoz, hogy életben maradjanak.
Anaerob légzés során a glükóz nem bomlik le teljesen szén-dioxiddá és vízzé, mit az aerob légzés esetében, hanem tejsavvá bontódik le. Ebből eredően az anaerob légzés során kevesebb energia keletkezik, mint az aerob légzés során.